# Robin Hood : La Légende de Sherwood
Pour les articles homonymes, voir Robin Hood.
Robin Hood : La Légende de Sherwood (Robin Hood: Die Legende von Sherwood) est un jeu vidéo de tactique en temps réel et d'infiltration développé en 2002 par Spellbound Studios. Il met en scène les aventures de Robin de Locksley. Le jeu respecte en tous points la légende (scénario et personnages), bien qu’il y ait de l’action, des événements et des personnages ajoutés.

## Présentations

### Synopsis
De retour de croisade, Robin de Locksley apprend la mort de son père et la saisie de son château. Il se rend au château de Lincoln pour voir son mentor, Sire Godwin. À son arrivée, il se rend compte que son ami a disparu et que le Sheriff de Nottingham fait régner la terreur dans le pays. Robin se met donc à rechercher des alliés et établit un campement clandestin dans la forêt de Sherwood. Tout en remplissant ses caisses en tendant des embuscades aux collecteurs de taxes et aux chariots du Sherrif, Robin tente de plaider sa cause auprès du régent, le prince Jean sans Terre. Il apprend vite que celui-ci est un félon allié au Sheriff et que le roi Richard Cœur de Lion est retenu prisonnier par le Seigneur Léopold qui attend une rançon de 100 000 £.
Robin se met dès lors en quête d’argent et de compagnons pour rétablir le roi légitime. Ayant rassemblé autour de lui une bande de joyeux lurons, il vole les biens que le Sheriff dérobe aux pauvres, et cherche de puissants alliés. Il trouve l'aide du seigneur Ranulph et de son armée, et parvient à libérer son parrain Godwin, prisonnier de Guy de Guisbourne. Il se rend ensuite à York pour empêcher le mariage de Marianne avec Guy de Guisbourne (qu'il provoque en duel...) puis à Derby où il combat et tue Scatlock, le maître des lieux. Après avoir mené des combats ouverts (en attaquant les places-fortes du Prince Jean) et des embuscades, il parvient à rassembler la rançon, qu'il fait porter à Léopold par l'intermédiaire d'Allan, son espion à York (après avoir provoqué Longchamp en duel et l'avoir tué) et enfin à Nottingham où il provoque le Sheriff en duel, le tue, et fait prisonnier le Prince Jean. Ranulph devient alors régent. Robin tend finalement une embuscade à trois cavaliers qu'il prend pour des hommes du Sheriff voulant s'échapper, c'est alors que l'un d'eux se révèle être le roi Richard, qui le félicite pour ses exploits.

### Personnages
P.J.
- Robin des Bois, Petit Jean, Frère Tuck, Lady Marianne, Will Scarlet (Gilles l’Écarlate), Stuteley
- Au camp de Sherwood, le joueur peut également recruter des compagnons de trois types : l' "archer moustachu", le "petit hargneux" et le "grand fort".

P.N.J.
- ennemis uniques : le Sheriff de Nottingham, le Prince Jean, Guy de Guisbourne, Guillaume de Longchamp, Scathlock[2]
- les soldats, ennemis ou alliés : archers, arbalétriers, lanciers, hallebardiers, soldats à épée, officiers, champions et chevaliers.
- les civils, ennemis, traîtres ou amis : villageois, mendiants, collecteurs d’impôts
Il est impossible de les tuer, mais possible de les assommer !
- alliés uniques : Ranulph, Godwin et Allan, le messager.
- Autres alliés : Des archers et des soldats armés de bâtons sont souvent cachés dans les lieux d’embuscades ; les soldats de l'armée de Ranulph.

#### Aptitudes des personnages jouables
Les personnages jouables ont tous des capacités spéciales pour permettre au joueur de divertir l’ennemi ou de l’attaquer. Sur le plan offensif, Robin et Marianne se démarquent en combattant avec une épée, qui est de fait toujours mortelle ; cependant, Robin utilise un bâton lors des embuscades alors que ses compagnons se battent avec des bâtons, des massues, des hachettes et même des os (dans le cas de frère Tuck). Robin, Marianne et le compagnon moustachu utilisent également un arc qui leur permet de tuer ou de blesser leurs ennemis à distance. Tous les personnages ont une aptitude au combat évaluée de 1 à 5 qu’ils peuvent améliorer en s’entraînant à Sherwood. Il en est de même pour le tir à l’arc dans le cas des personnages qui en ont la capacité. Robin et Petit Jean peuvent également assommer un ennemi d’un coup de poing, et Will peut les étrangler - à condition que celui-ci ne les combatte pas - ce qui implique qu’ils doivent l’attaquer par surprise, ou pendant qu’il combat. Will peut également assommer un ennemi à distance avec son lance-pierre, et, lorsqu’un ennemi est assommé il peut (lui et le compagnon hargneux) l’achever pendant qu’il est au sol. Cependant, étrangler ou achever un ennemi ne sont pas conseillés, puisqu’ils affectent la popularité de la troupe de Robin et moins de compagnons se présentent à Sherwood. Stuteley, Frère Tuck et le compagnon moustachu ont une solution plus pacifique : ligoter un ennemi assommé, et Petit Jean et le compagnon fort sont capables de porter un ennemi mort, ligoté, ou seulement assommé, pour le dissimuler.
Tous les personnages sont également capables d’attirer l’attention grâce à divers stratagèmes plus ou moins efficaces. Robin peut créer une bagarre en lançant une Porte-monnaie pleine de pièces d’or au milieu d’un groupe de soldats, qui se battent pour les prendre (on pourra récupérer les pièces par la suite). Frère Tuck peut déposer une gourde de bière qui soûle provisoirement un soldat, ou un nid de guêpes susceptible de le(s) gêner. Petit Jean et le compagnon fort sont, quant à eux, capables de siffler pour attirer l'attention d'un ennemi, et le compagnon hargneux ainsi que Stuteley peuvent lancer une pomme sur un soldat, qui enquêtera sur cet affront auprès des garnements qui rôdent. Stuteley sait également jeter des filets sur un groupe d’ennemis, et se faire passer pour un mendiant pour se camoufler. La diversion de base reste cependant l’exposition d’un personnage à la vue de l’ennemi pour l'attirer (vers un guet-append, par exemple).
Enfin, Marianne et le compagnon hargneux sont capables de soigner leurs confrères, ce qui leur évite de mourir. La mission échoue si un des personnages majeurs (Robin des Bois, Will, Marianne, Stuteley, Frère Tuck, Petit Jean) décède. La mort d’un compagnon moustachu, hargneux ou fort n'a pas d’incidence. Frère Tuck et le compagnon fort n'ont cependant pas besoin de tant d’attention puisqu’ils sont capables d’engloutir un gigot en quelques secondes pour se régénérer.

#### Les ennemis
Les ennemis ont différentes classes -Lancier, Hallebardier...- (qui entraînent des réactions différentes) et niveaux (indiqués par leur couleur, du plus faible au plus puissant : bleu, jaune, orange, rouge et noir - le vert est la couleur des alliés). Les lanciers sont les soldats de base de l'armée du Sheriff, souvent à la limite de l'imbécilité, ils cèdent aux stratagèmes les plus basiques comme le coup de la bourse (cependant, leurs officiers peuvent les en empêcher). Les hallebardiers sont également assez bêtes mais ne cèdent pas aux stratagèmes. Ils gardent souvent des portes ou des passages et ne quittent leur poste qu'en cas d'urgence. Les soldats à épée ne sont guère plus malins que les hallebardiers mais sont (beaucoup) plus forts. Ils disposent aussi d'un bouclier qu'ils utilisent pour protéger leurs alliés. Les archers peuvent être meurtriers à distance. Cependant, la tactique n'est pas leur fort, de même que le corps à corps. La fuite est bien souvent leur tactique préférée. Les arbalétriers sont plus courageux et résistants que les archers, et ne cèdent pas à la plupart des ruses mais sont tout de même très couards.
Les officiers mènent généralement les troupes et les laissent gérer le combat jusqu'à ce que leur intervention soit nécessaire. Autoritaires, ils peuvent empêcher les soldats de se battre pour de l'or. Ils ne sont cependant pas insensibles à une chope de bière... Les Champions sont munis d'une lourde armure qui leur permet de résister aux flèches ainsi que d'une épée à deux mains. Leur comportement est similaire à celui des officiers. Enfin, les cavaliers, constamment montés à cheval, ne peuvent être ligotés et sont très durs à battre. Il est de fait impossible de les neutraliser perpétuellement, à moins de les tuer.

### Lieux
- le camp dans la forêt de Sherwood (jour)
- Les villes de Nottingham et de York ; les châteaux de Lincoln, de Leicester et de Derby (jour, nuit, brouillard)
- trois lieux d’embuscade en forêt (jour)

### Missions
Après les deux premières missions d'introduction, chaque mission est suivie d’un arrêt dans la forêt de Sherwood où le joueur peut affecter les compagnons à diverses tâches. Il y sélectionne la mission suivante (ayant le choix entre plusieurs missions et embuscades), puis y regroupe les personnages qui partiront en mission selon les capacités requises. Cinq personnages participent généralement à la mission ou à l’embuscade. La quasi-totalité des missions principales nécessitent la présence de Robin. Lorsque la mission consiste à sauver ou enrôler un personnage, seuls quatre compagnons y participent puisqu’un cinquième les rejoindra en mission (c’est le cas, par exemple, de Will Scarlet dans La Nuit écarlate).
À partir de l’arrivée de Robin à Sherwood, des missions d’embuscade surviennent entre les missions principales. Elles ont pour but d'affaiblir la défense des châteaux ennemis pour mieux les prendre, de protéger les siens (en attaquant des patrouilles, des messagers et des chariots de provisions dans le cas où il y a une attaque sur un des châteaux de Godwin ou Ranulph) ou tout simplement de récupérer de l’argent en s'attaquant aux riches marchands voyageant avec une escorte et aux chariots des collecteurs de taxes. Dans tous les cas, le niveau des soldats d'escorte s’accroît au fil du jeu.
Le jeu se finit très sobrement ; cependant, il détient une post-fin non officielle pour ceux qui auront pris le temps de collecter les sept objets royaux : le sceptre, le Domesday Book, la Coronation Spoon (cuillère de couronnement), le Sword of State, l’ampulla (l’ampoule - de l'huile de sacre), le sceau et la couronne. La flèche d’argent donnée au vainqueur du tournoi d’archers n’est pas un objet royal.

#### Missions principales
Les nombreuses embuscades dans la forêt de Sherwood ne faisant pas directement partie du scénario ne sont pas comptées dans le tableau qui suit. Les missions énumérés ci-dessous ont également plusieurs sous-objectifs à court terme (faciles, moins importants et facultatifs, comme aider des villageois, chercher des objets ou suivre des conseils). Les missions demandent généralement  de fuir après avoir accompli l’/les objectif(s) principal(s). Hormis Godwin et Ranulph, les personnages libérés et sauvés rejoignent la bande. La possession des 7 objets royaux permet de débloquer un easter egg à la fin du jeu.
| titre                             | lieu       | ambiance   | objectif principal                                                                   | objet royal      |
| --------------------------------- | ---------- | ---------- | ------------------------------------------------------------------------------------ | ---------------- |
| À la recherche de Godwin          | Lincoln    | jour       | fuir Lincoln                                                                         |                  |
| Bienvenue à Nottingham            | Nottingham | jour       | libérer Stuteley                                                                     |                  |
| Robin arrive au camp de Sherwood. |            |            |                                                                                      |                  |
| La nuit écarlate                  | Leicester  | nuit       | libérer Will Scarlet (Gilles l’Écarlate)                                             |                  |
| Les confessions d’un hors-la-loi  | Nottingham | nuit       | parler à Marianne                                                                    |                  |
| Le prince et le hors-la-loi       | Derby      | brouillard | espionner le Prince Jean                                                             | Le sceptre       |
| Les pillards                      | Sherwood   | jour       | libérer Petit Jean lors du pillage d'un hameau de bûcherons par les soldats ennemies |                  |
| Le visiteur du soir               | Leicester  | jour       | parler avec Ranulph                                                                  | Le livre         |
| Le parrain prisonnier             | Lincoln    | nuit       | délivrer Godwin et prendre possession du château                                     |                  |
| La cage et le moine               | Derby      | nuit       | libérer Frère Tuck                                                                   | La cuillère      |
| La flèche d’argent                | Nottingham | jour       | parler à Marianne                                                                    | L’épée           |
| Un mariage et un enterrement      | York       | jour       | sauver Marianne du mariage avec Guy de Guisbourne et tuer celui-ci                   | L’huile de sacre |
| L’évasion                         | Nottingham | brouillard | libérer Robin capturé alors qu'il prenait contact avec un informateur                | Le sceau         |
| La lettre                         | York       | nuit       | charger le messager (Allan) de la rançon                                             | La couronne      |
| Dernier défi                      | Nottingham | jour       | tuer le Sheriff et arrêter le Prince Jean                                            |                  |

#### Attaque et défense de châteaux
En dehors de ces missions figurent les attaques de châteaux avec les soldats alliés. Pour prendre le contrôle du château, il faut récupérer douze boucliers. Avant de partir à l’attaque, il est également possible de récolter des boucliers (six au maximum) en envoyant simplement des compagnons, en achetant la victoire et en arrêtant des renforts, des messagers ou l'approvisionnement en tendant des embuscades.
Vient ensuite la mission d’attaque elle-même, durant laquelle il faut remporter les boucliers restants (au moins six) en effectuant diverses actions comme neutraliser tous les occupants ennemis ou ouvrir des accès aux soldats alliés.
Durant ces missions, il est plus difficile d’épargner l’ennemi dans la mesure où il s’agit d’un combat ouvert impliquant non seulement Robin et ses compagnons, mais aussi les hommes de Sire Ranulph qui tuent catégoriquement les ennemis, même évanouis. Il est toutefois possible d’épargner un maximum de vie en ne donnant à l’armée de Ranulph le signal de l’attaque qu’après avoir neutralisé l’ennemi (du moins durant l’attaque d’York).
| titre              | lieu    | ambiance   |
| ------------------ | ------- | ---------- |
| Le château noir    | Derby   | jour       |
| La marche sur York | York    | brouillard |
| Reprendre Lincoln  | Lincoln | brouillard |

La reprise de Lincoln n'est présente qu'en cas de perte de Lincoln après la mission Le parrain prisonnier, qui consiste à libérer Godwin mais aussi le château. Les (re)prises directes (attaques des châteaux) sont possibles.
Il est également demandé à plusieurs reprises de défendre des châteaux. Pour ce faire, il faut récupérer trois blasons en envoyant des compagnons participer à la défense (par groupes de trois), en participant au financement de l’attaque, et en tendant des embuscades aux convois de ravitaillement et de renforts. Un échec dans la défense de Lincoln force le joueur à reprendre le château, après avoir, au préalable, défendu le château de Leicester. Si la défense de ce dernier échoue, la cause de Robin est perdue puisqu'il n'a plus d'allié, donc on a perdu le jeu.

#### Embuscades
Les missions d’embuscades sont particulières. Comme Robin et ses compagnons vivent à Sherwood, il ne leur est pas nécessaire d’atteindre la sortie de la carte, et la mission peut être quittée à tout moment si les choses tournent mal. Le but est de récupérer l’argent ou la nourriture, qui, selon le cas, se trouve soit sur le marchand qui le transporte (il faut alors l’assommer avec Robin ou Petit Jean), soit près du chariot renversé par le piège du pilon monté par Stuteley (il suffit alors de le ramasser).
Le principe est donc d’atteindre l’argent, la nourriture ou les munitions en neutralisant ou en divertissant l’ennemi. Pour cela, plusieurs pièges ont été mis en place et sont pour la plupart déclenchés par le tir d’une flèche sur une cible dans les arbres. Des soldats peuvent ainsi être happés par un filet à contrepoids (dont ils ne sortiront pas, contrairement au filet de Stutley), ou attaqués par des compagnons qui surgissent des arbres soit avec des arcs, soit avec des bâtons.
Par diversion, il est également possible d’attirer les ennemis dans des trous camouflés par des feuilles (un trou ne sert qu’avec un ennemi) ou de les écraser avec des rochers ou des troncs d’arbres (contrairement aux trous, l’écrasement est mortel pour la cible), il faut pour cela qu'un compagnon fort ou Petit Jean les pousses sur eux.
Une fois l’argent récolté, un message vous permet de quitter la mission instantanément.
Deux sortes d’embuscades sont possibles : celles qui servent uniquement à renflouer les caisses de Sherwood et celles qui servent également à gagner des blasons afin d’éviter la reprise ou l'approvisionnement (dans le cas d'une attaque) d'un château par l'ennemi.
Quant à la nature des embuscades, il y a les convois de ravitaillement ou logistiques, le collecteur - ou le bourgeois - à dépouiller et le messager à intercepter, les pillages de bûcherons, les fouilles de la forêt...  N’importe quelle raison est bonne pour reprendre l’argent extorqué par le Sheriff !

## Système de jeu
Robin Hood se joue en vue isométrique sur le modèle de jeux comme Commandos. La vue ne peut pas pivoter et ne change pas quand les personnages rentrent dans un bâtiment : les toits disparaissent quand un personnage rentre dans un édifice important (église, salle d'un château). Lorsqu’un personnage est caché par un mur, une silhouette verte apparait. Le jeu se joue intégralement à la souris (avec possibilité de faire défiler l'écran au clavier) : chaque personnage peut être sélectionné en cliquant dessus, ou sur le parchemin qui le symbolise en bas de l'écran. Pour déplacer le personnage, il suffit également de cliquer sur le lieu de destination (et éventuellement d'action dans le cas d'une porte, d'un objet, d'un mendiant...). Un double clic fait courir le personnage. Il est également possible de sélectionner un groupe de personnages. Les actions spéciales (lancer une bourse, tirer à l'arc...) se font en cliquant sur l'icône correspondante sur le parchemin, puis en cliquant sur la cible. Le joueur peut également recourir au système des Quick Actions. Il s'agit d'actions planifiées (le joueur indique quelles actions devra faire un personnage à un moment donné) puis donne le signal en sonnant du cor. Les personnages font alors les actions planifiées.
À partir du camp de Sherwood, il est possible de choisir des missions. Avant chacune, le joueur sélectionne un groupe de cinq personnages (parfois moins). Leurs compétences particulières apparaissent sur leur parchemin en bas de l’écran, permettant de jouer intégralement à la souris. Le jeu incite grandement à ne pas tuer les ennemis mais à les assommer, les ligoter puis les cacher quand cela est possible. Des mendiants informent les personnages moyennant quelques pièces de monnaie.
Après chaque mission, des compagnons peuvent rejoindre le camp de Sherwood et grossir les rangs. Le nombre de compagnons générés dépend de l'attitude du joueur : En effet, plus le joueur tue d'ennemis, moins de compagnons seront générés. Dans le cas inverse, un nombre plus ou moins important de compagnons pourront apparaître de façon aléatoire.
C’est également à Sherwood que restent les compagnons qui n'ont pas été choisis pour partir en mission. Par défaut, ils restent inactifs, mais le joueur peut les affecter à diverses tâches, à savoir la production d’objets (flèches, herbes médicinales, bourses...). La production est accélérée si elle est effectuée par un compagnon utilisant habituellement l’objet. Le joueur peut récupérer les objets fabriqués après la mission. De même, les aptitudes ne sont acquises qu’à la fin de la mission. Un personnage affine également ses aptitudes en se battant en mission.

## Accueil
| Robin Hood : La Légende de Sherwood |      |       |
| Média                               | Pays | Notes |
| Gamekult                            | FR   | 5/10  |
| GameSpot                            | US   | 86 %  |
| Jeux vidéo Magazine                 | FR   | 14/20 |
| Jeuxvideo.com                       | FR   | 12/20 |
| Joystick                            | FR   | 6/10  |
| PC Gamer UK                         | GB   | 68 %  |

Sorti en France le 15 novembre 2002, le jeu est moyennement noté par la critique. Ainsi, le site jeuxvideo.fr lui donne la note de 3/5, lui reprochant surtout le fait d’être parfois répétitif, mais considérant tout de même que « les décors sont très beaux » et que le jeu passionnera les amateurs de Commandos. Le site Jeuxvideo.com lui donne quant à lui la note de 12/20, trouvant que le jeu peut être trop rapidement fini si le joueur ne cherche pas à procéder discrètement. Cependant, les joueurs ne semblent pas du même avis, puisque avec 42 votes allant de 13/20 à 20/20, le jeu recueille une moyenne de 16 sur Jeuxvideo.com également.